# Pietro Palazzini
Pietro Palazzini (ur. 9 maja 1912 w Piobbico, diecezja Cagli – zm. 11 października 2000) – włoski duchowny katolicki, wysoki urzędnik Kurii Rzymskiej, kardynał.

## Życiorys
Studiował w Regionalnym Seminarium św. Piusa XI w Fano oraz na uczelniach rzymskich – Papieskim Athenaeum Laterańskim i Papieskim Seminarium Rzymskim. 6 grudnia 1934 przyjął w Rzymie święcenia kapłańskie. W latach 1941–1942 wicerektor seminarium i kanonik kapituły katedralnej w Cagli.
Od 1942 związany z rzymskimi uczelniami katolickimi – wicerektor Papieskiego Seminarium Rzymskiego, wicerektor i kwestor Papieskiego Athenaeum Św. Apolinarego, wykładowca Papieskiego Athenaeum Laterańskiego i Instytutu „Utriusque Iuris”. W grudniu 1956 mianowany podsekretarzem Kongregacji Zakonów; od grudnia 1958 sekretarz Kongregacji Soboru.
28 sierpnia 1962 mianowany przez papieża Jana XXIII arcybiskupem tytularnym Cesarea di Cappodocia; przyjął sakrę biskupią 21 września 1962 w Rzymie z rąk papieża. Brał udział w obradach soboru watykańskiego II. W czerwcu 1969 został sekretarzem Komisji Kardynalskiej ds. Świątyń Pontyfikalnych w Pompei i Loreto.
5 marca 1973 mianowany kardynałem, z tytułem diakona S. Pier Damiani ai Monti di S. Paolo (12 grudnia 1974 otrzymał tytuł diakona San Girolamo della Carit). Brał udział w obu konklawe 1978; w czerwcu 1980 został mianowany prefektem Kongregacji Spraw Kanonizacyjnych (zrezygnował z tej funkcji w lipcu 1988). Był inicjatorem prac nad Bibliotheca Sanctorum. W lutym 1983 podniesiony do godności kardynała prezbitera, z zachowaniem tytułu San Girolamo della Carit pro hac vice. Wielokrotnie uczestniczył w sesjach Światowego Synodu Biskupów. Był autorem wielu publikacji i współpracownikiem włoskiej edycji „L' OSSERVATORE ROMANO”.
Za działania na rzecz ratowania Żydów w czasie II wojny światowej, w 1985 został uhonorowany przez instytut Jad Waszem medalem Sprawiedliwy wśród Narodów Świata.

## Źródła internetowe
- P. Palazzini w internetowym słowniku biograficznym kardynałów Salvadora Mirandy (ang.)